# Palau

Położenie Palau

Palau, Republika Palau (ang. Republic of Palau, palau Belau, Beluu er a Belau) – wyspiarskie państwo samorządowe, stowarzyszone ze Stanami Zjednoczonymi, położone na Oceanie Spokojnym, w Oceanii oraz w Mikronezji, ok. 1160 km na południe od Guam, ok. 800 km na wschód od Filipin i 3200 km na południe od Tokio. Obejmuje zachodnią część archipelagu Karolinów oraz 4 pojedyncze wyspy koralowe (Sonsorol, Merir, Pulo Anna i Tobi) i atol Helen (łącznie ponad 250 wysp).

## Historia
Wyspy odkryte zostały w 1543 przez Ruya Lópeza de Villalobosa. Od końca XVII wieku do 1899 jako część Karolinów stanowiły posiadłość hiszpańską, a następnie zostały sprzedane Niemcom, które rozpoczęły na wyspach wydobycie boksytów (rudy aluminium) i innych zasobów.
W 1914 roku wyspy przejęli Japończycy. Sześć lat później wprowadzono administrację japońską z ramienia Ligi Narodów. Podczas II wojny światowej w 1944 wyspy zostały zajęte przez Stany Zjednoczone po bitwie o Peleliu.
Po wojnie, w latach 1947–1994 terytorium powiernicze ONZ pod administracją USA (do 1990 w ramach Powierniczych Wysp Pacyfiku).
W 1978 Palau stało się oddzielnym państwem i przyjęło nazwę Belau (po podziale administracyjnym przez USA wysp Oceanu Spokojnego). W 1979 mieszkańcy Palau odrzucili propozycję wstąpienia do Sfederowanych Stanów Mikronezji. W 1981 państwo przyjęło konstytucję Palau. W tym samym roku została także wprowadzona autonomia wewnętrzna kraju. W 1982 władze państwa zawarły ze Stanami Zjednoczonymi układ o wolnym stowarzyszeniu. Ratyfikowano go w 1993.
1 października 1994 Palau uzyskało niepodległość jako państwo stowarzyszone z USA. Państwo utrzymuje związki o charakterze gospodarczym z USA, Japonią i Tajwanem (pomoc finansowa). 15 grudnia 1994 zostało członkiem ONZ oraz kilku innych organizacji międzynarodowych.

## Ustrój polityczny
Palau jest republiką. Konstytucja została przyjęta w 1980, zaczęła obowiązywać od 1 stycznia 1981 roku. Polityka zagraniczna i obronna podlega USA. Głową państwa i szefem rządu jest prezydent, wybierany na kadencję 4-letnią w wyborach powszechnych. Władza ustawodawcza należy do dwuizbowego Kongresu Narodowego (Izba Przedstawicieli i Senat), wybieranego w wyborach powszechnych. Władza wykonawcza należy do rządu, powoływanego przez prezydenta.

## Geografia
Palau obejmuje ponad 250 wysp (największe – Babeldaob, Koror) w zachodniej części archipelagu Karoliny, otoczonych szeroką rafą. Występują jeziora krasowe z wodą morską i jaskinie. Najwyższym punktem jest Ngerchelchauus, który ma wysokość 242 m n.p.m.
Klimat wysp to klimat równikowy wybitnie wilgotny (odmiana monsunowa): średnia temperatura miesięczna w ciągu całego roku wynosi ok. 28 °C, a roczne opady 3800 mm. Bujna szata roślinna; drzewo żelazne, pandan, gaje palmy kokosowej. Palau posiada bogatą faunę, występuje tam ponad 1400 gatunków ryb, 700 korali, żyją tam także słonowodne krokodyle.

## Podział administracyjny
Od 1984 roku Palau dzieli się na 16 stanów:

- Aimeliik
- Airai
- Angaur
- Hatohobei
- Kayangel
- Koror
- Melekeok
- Ngaraard
- Ngarchelong
- Ngardmau
- Ngaremlengui
- Ngatpang
- Ngchesar
- Ngiwal
- Peleliu
- Sonsorol

## Gospodarka

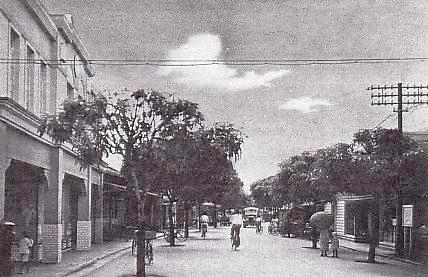
Koror w okresie administracji japońskiej

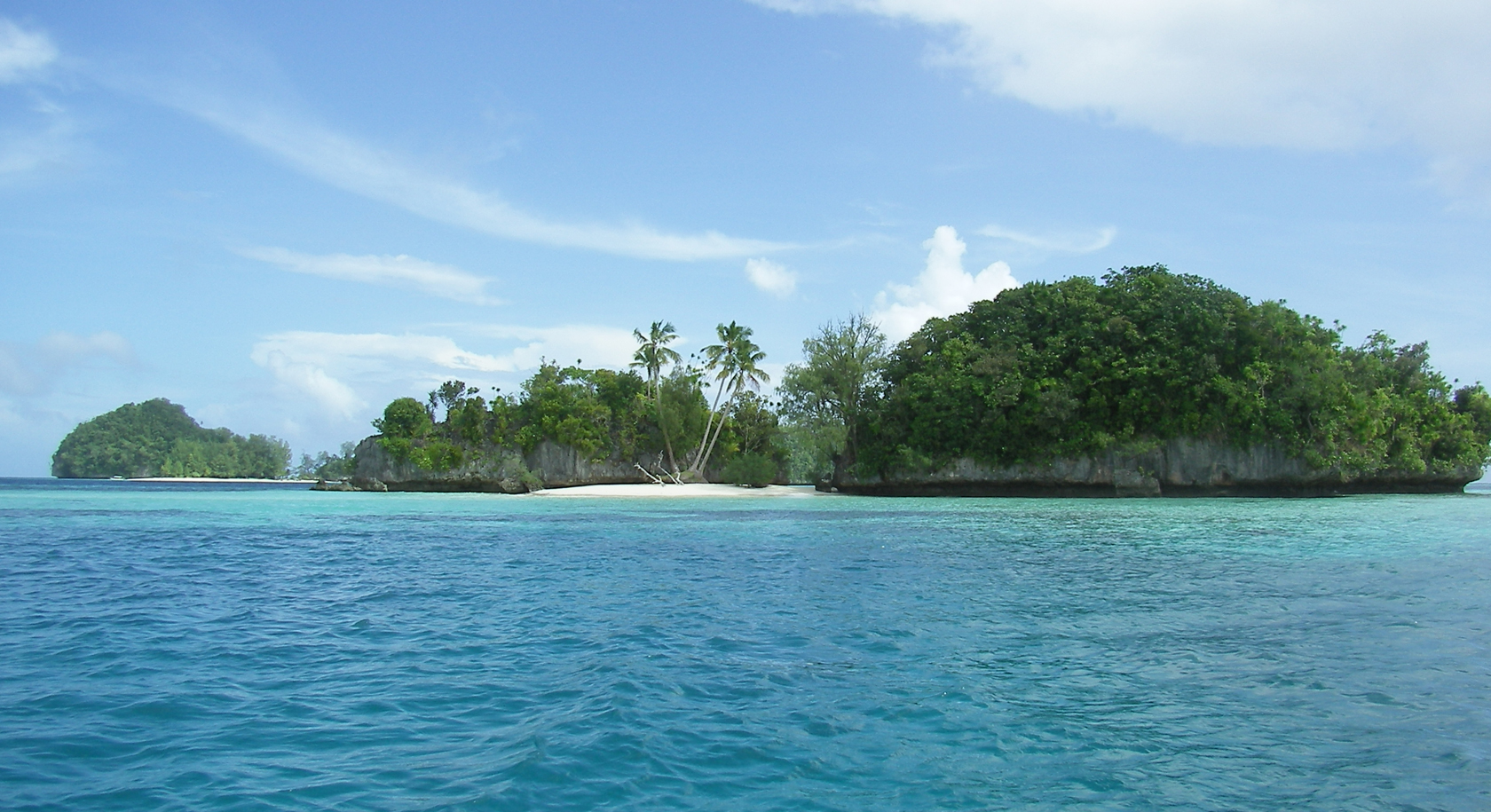
Rock Islands na Palau

Na większości wysp rośnie palma kokosowa. Główne rośliny żywieniowe: kolokazja (taro), maniok, bataty, banany. Dużą rolę odgrywa połów ryb (zwłaszcza tuńczyka), żółwi, muszli. Palau eksportuje ryby, olej kokosowy i koprę, wyroby rzemiosła artystycznego i szylkret. Rozwija się turystyka, sporty wodne.
W 2009 roku roczne zużycie energii elektrycznej wyniosło 88,75 GWh. 99,7% produkowanej w kraju energii elektrycznej uzyskiwano ze spalania importowanej ropy naftowej, a 0,30% z energii słonecznej; planowano zwiększenie udziału energii elektrycznej pozyskiwanej ze źródeł odnawialnych do 20% w roku 2000.
Jako jedno z niewielu państw na świecie Palau nie ma długu zagranicznego.
Międzynarodowy port lotniczy położony jest na wyspie Babelthuap, połączonej mostem z wyspą Koror.
57% PKB pochodzi z usług, a pozostałe 43% z rolnictwa i przemysłu.

### Emisja gazów cieplarnianych
Emisja równoważnika dwutlenku węgla z Palau wyniosła w 1990 roku 2,275 Mt, z czego 2,155 Mt stanowił dwutlenek węgla. W przeliczeniu na mieszkańca emisja wyniosła wówczas 142,826 t dwutlenku węgla, a w przeliczeniu na 1000 dolarów PKB 11,856 t. Następnie emisje wahały się, osiągając maksymalne wartości w 2012. Wzrost emisji wynikał głównie z jej zwiększenia przez transport. W 2018 emisja dwutlenku węgla pochodzenia kopalnego wyniosła 1,273 Mt, a w przeliczeniu na mieszkańca 57,955 t i w przeliczeniu na 1000 dolarów PKB 4,133 t. Głównym gazem cieplarnianym emitowanym z Palau jest dwutlenek węgla. Wraz ze wzrostem jego emisji udział metanu maleje, a od końca XX w. na drugie miejsce wysunęły się emisje podtlenku azotu.

## Ludność
Ludność posługuje się głównie językiem palau (z grupy indonezyjsko-oceanicznej języków austronezyjskich), natomiast drugim językiem urzędowym jest angielski.
Stan Angaur zamieszkiwany przez ok. 120 osób posiada, jak wszystkie pozostałe, własną konstytucję. Jednakże, jako jedyny, posiada zapis w artykule XII, który wymienia trzy języki urzędowe tego stanu: palau, angielski, japoński. Ministerstwo Spraw Zagranicznych Japonii w swojej oficjalnej informacji o Palau wymienia jedynie języki: palau i angielski.
Nauczanie języka japońskiego w Palau rozpoczęło się w 1914 r., gdy Japończycy przejęli wyspy. W przeciwieństwie do Japończyków ani Hiszpanie, ani Niemcy nie stworzyli kompleksowego systemu szkolnego dla mieszkańców, chociaż misjonarze założyli kilka szkół. Edukacja w języku japońskim trwała do końca II wojny światowej.
Stale zamieszkanych jest tylko 8 wysp, a średnia gęstość zaludnienia to 44 osoby/km².
- Skład etniczny: Palauanie (Mikronezyjczycy), Amerykanie.
- Główne wyznania: katolicy, protestanci, Modekngei

Na Palau średnia gęstość zaludnienia jest najbardziej zbliżona do średniej gęstości zaludnienia na świecie.

### Religia
Struktura religijna kraju w 2015 roku według CIA:
- katolicy – 45,3%  Osobny artykuł: Kościół katolicki na Palau.
- protestanci – 34,9%:
  - ewangelikalni (Koror Evangelical Church) – 26,4%,
  - adwentyści dnia siódmego – 6,9%,
  - Zbory Boże (zielonoświątkowcy) – 0,9%,
  - Kościół Baptystyczny Palau (baptyści) – 0,7%,
- modekngei – 5,7%,
- muzułmanie – 3%,
- mormoni – 1,5%,
- pozostali – 9,7%:
  - świadkowie Jehowy – 0,5%.

## Statystyki demograficzne
Źródło: CIA Factbook
| (2018)                   | (2018)                               |
| ------------------------ | ------------------------------------ |
| Liczba ludności          | 21 516                               |
| Ludność według wieku     |                                      |
| 0–14 lat                 | 19,37% (mężczyzn 2149 / kobiet 2019) |
| 15–24 lat                | 16,4% (mężczyzn 1768 / kobiet 1760)  |
| 25–54 lat                | 45,74% (mężczyzn 6016 / kobiet 3826) |
| 55–64 lat                | 9,99% (mężczyzn 765 / kobiet 1384)   |
| ponad 64 lata            | 8,5% (mężczyzn 464 / kobiet 1365)    |
| Średnia wieku            |                                      |
| W całej populacji        | 33,6 lat                             |
| Mężczyzn                 | 32,8 lat                             |
| Kobiet                   | 35,3 lat                             |
| Przyrost naturalny       | 0,4‰                                 |
| Współczynnik urodzeń     | 11,3 urodzeń / 1000 mieszkańców      |
| Współczynnik zgonów      | 8,2 zgonów / 1000 mieszkańców        |
| Współczynnik migracji    | 0,8 migrantów / 1000 mieszkańców     |
| Ludność według płci      |                                      |
| przy narodzeniu          | 1,06 mężczyzn / kobiet               |
| poniżej 15 lat           | 1,06 mężczyzn / kobiet               |
| 15–24 lat                | 1,00 mężczyzn / kobiet               |
| 25–54 lat                | 1,57 mężczyzn / kobiet               |
| 55–64 lat                | 0,55 mężczyzn / kobiet               |
| powyżej 64 lat           | 0,34 mężczyzn / kobiet               |
| w całej populacji        | 1,08 mężczyzn / kobiet               |
| Umieralność niemowląt    |                                      |
| W całej populacji        | 10,3 śmiertelnych / 1000 żywych      |
| płci męskiej             | 11,8 śmiertelnych / 1000 żywych      |
| płci żeńskiej            | 8,8 śmiertelnych / 1000 żywych       |
| Oczekiwana długość życia |                                      |
| W całej populacji        | 73,6 lat                             |
| Mężczyzn                 | 70,4 lat                             |
| Kobiet                   | 77,0 lat                             |
| Rozrodczość              | 1,7 urodzeń / kobietę                |

## Pozostałe informacje
- Na archipelagu występują 3334 endemiczne gatunki roślin,
- Na wyspach Palau odbyła się 10. edycja programu Survivor.
- Państwo Palau stworzyło pierwszy na świecie azyl dla rekinów, zakazując całkowicie połowów tych zwierząt na swoich wodach (powierzchnia około 600 tys. km kwadratowych jest wielkości niemal całej Francji).